# Grottasanta
Grottasanta (Ruttasanta in dialetto siracusano) è un quartiere di Siracusa, e fino al 2018, è stata una sua circoscrizione.

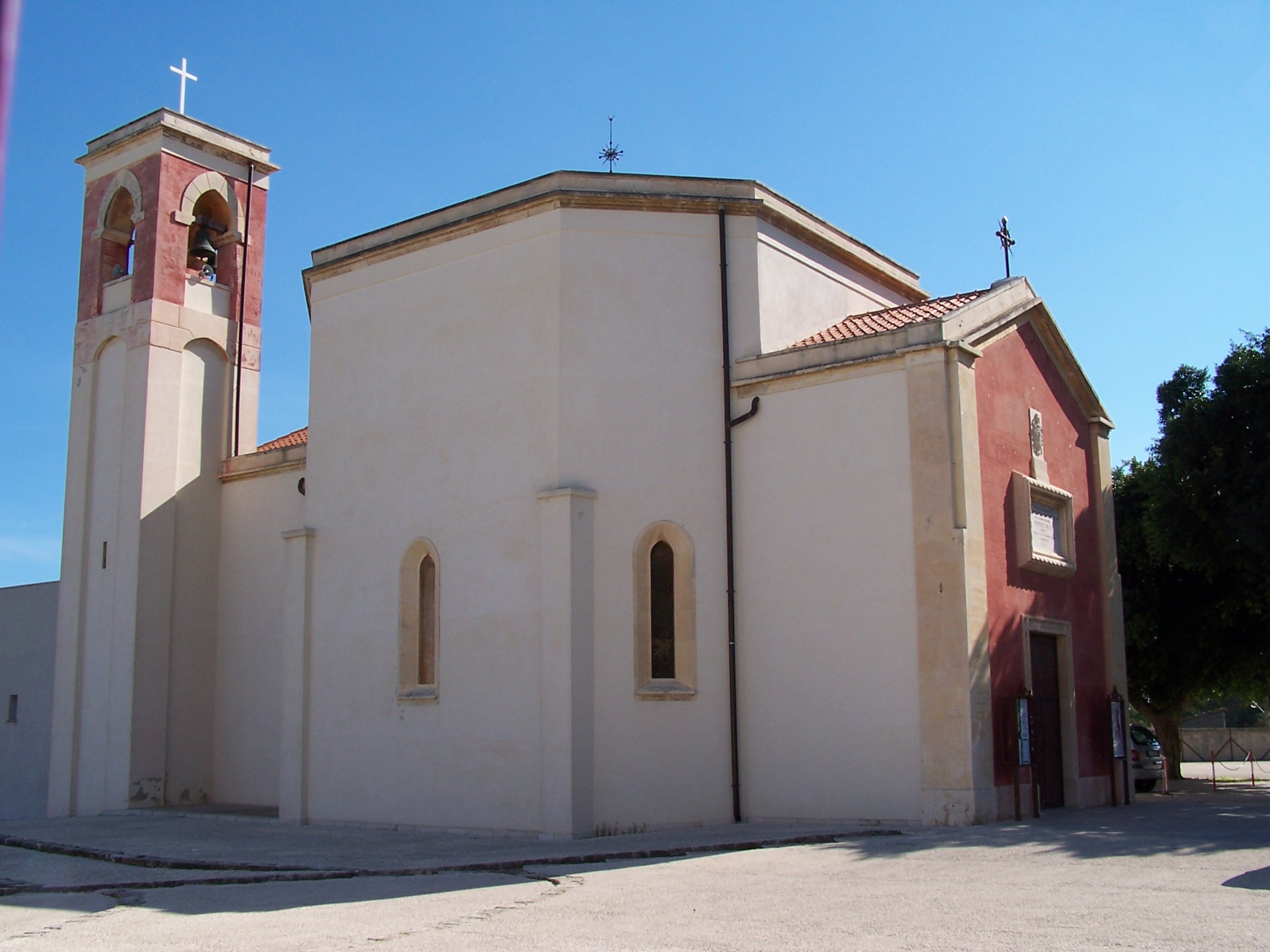
Chiesa di Grottasanta

Sorto negli anni settanta a fronte di un'espansione edilizia (disordinata e sregolata) della città verso nord, il quartiere prende il nome dall'omonimo sito sottostante l'odierna chiesa dell'Addolorata di via dei Servi di Maria. 

## Storia
Anticamente era conosciuto come Cozzo del Romito dove c'era un eremo situato nella latomia omonima (non più visibile perché coperta dagli edifici costruiti negli scorsi decenni), al cui interno c'è tutt'oggi una grotta che nel XVII secolo è diventata sede di una comunità monastica e cristiana fondata nel 1643 dall'eremita augustano di origini veneziane Giuseppe Veneziano che la scelse come posto personale di meditazione e di preghiera, da qui il nome Grottasanta che successivamente ha preso la grotta e quello che prima di diventare un quartiere cittadino era in origine un luogo di eremitaggio, e successivamente una frazione rurale e di villeggiatura prevalentemente collinare, distante circa due miglia dall'abitato di Siracusa (che allora era solo Ortigia), in cui oltre alla villeggiatura si praticava anche l'agricoltura, la pastorizia e la pesca essendo affacciata sul mare. 

## La chiesa
Agli inizi del Novecento la zona di Grottasanta cominciò a popolarsi: per provvedere all'assistenza spirituale della crescente popolazione, nel 1932 l'arcivescovo di Siracusa mons. Giacomo Carabelli con il contributo di papa Pio XI edificò una nuova chiesa, sopra la grotta, sull'area donata dai marchesi Gargallo. Il 23 agosto 1935, festa di san Filippo Benizi, mons. Ettore Baranzini eresse la chiesa a parrocchia con il titolo di "Maria SS. Addolorata a Grottasanta", e l'affidò ai Servi di Maria, che per vocazione si dedicano a diffondere la conoscenza, l'amore e la devozione a Gesù crocifisso e alla Vergine SS. Addolorata. Il 13 settembre 2023, la scalinata che conduce alla grotta è stata intitolata a suor Chiara Di Mauro.
Fino al 2008, nell'ultima domenica di settembre si svolgeva la processione e la festa della Madonna Addolorata che conseguentemente diventava anche la festa di Grottasanta perché la sua vivacità coinvolgeva per tutto il fine settimana un intero rione e non solo (in quei giorni Grottasanta si riempiva di tantissima gente proveniente anche dagli altri quartieri), tanto da farla diventare una delle feste cittadine principali, seconda solo a quella di santa Lucia. Odiernamente, la festa è stata spostata alla terza domenica di settembre. 

## Il quartiere
Il quartiere si suddivide in due parti: Grottasanta superiore, che si estende lungo via Filisto e via Servi di Maria (dove si trova la chiesa) in direzione della restante Siracusa alta; e Grottasanta inferiore (in cui si trova la grotta santa) che si estende lungo la via omonima con due direzioni, da una parte verso l'altura e dall'altra verso Siracusa bassa nonché verso il mare, dove si trovano le maggiori attrattive turistiche della zona: lo scoglio dei due fratelli (i ru frati per i siracusani) e la cosiddetta costa dei piliceddi (chiamata così perché vi sono delle vaschette naturali, chiamate pile in siciliano, simili ai lavabi domestici) sulla quale inoltre scorre il sentiero ciclopedonale impropriamente chiamato pista ciclabile, diventato da alcuni anni meta di turismo naturalistico e archeologico in quanto si trova all'interno del periplo delle mura dionigiane. Esso è collegato alla prima vera pista ciclabile realizzata tra il 2021 e il 2022 che si snoda lungo la parte marginale della città. Una delle particolarità del quartiere è che vi si trovano alcune scalinate (una delle quali con l'ulteriore particolarità di essere scavata nella roccia calcarea) che collegano la parte bassa con quella alta. 

## Sport
Nei dintorni della costa c'è pure il polisportivo Giorgio Di Bari, meglio noto come "il campo di via Lazio" e in precedenza come "il campo di contrada Grottasanta", realizzato e inaugurato nei primi anni ottanta e da sempre usato dalle società dilettantistiche siracusane, in passato anche dal Siracusa per gli allenamenti. Esso comprende, oltre al campo di calcio a undici in erba sintetica con una tribunetta di acciaio di 400 posti, anche un campo di calcetto e una tensostruttura coperta, più delle sale multifunzioni. Prima dell'ampliamento e dell'ammodernamento apportato a fine anni duemila, possedeva solo il campo a undici in terra battuta con la vecchia tribunetta in acciaio e in assi di legno, e il campo di calcetto dove oggi c'è la tensostruttura in cui è possibile praticare il calcio a 5 indoor (al coperto), la pallacanestro, la pallamano e la pallavolo. Aggiungendo che nel retrostante e suddetto sentiero ciclopedonale si possono praticare altre discipline sportive, come il ciclismo, la corsa e la camminata nordica, è evidente che il quartiere è particolarmente predisposto allo sport.  
A Grottasanta è stata fondata nel 1956 presso la chiesa omonima l'Unione Sportiva Aldo Marcozzi, dai colori giallorossi e dalla grande cura per il settore giovanile facendone così il proprio fiore all'occhiello, che durante gli anni novanta è diventata la seconda e nel giro di poco tempo la prima realtà calcistica aretusea dopo la radiazione dell'AS Siracusa nel 1995. Molto attiva anche nel sociale, la società giallorossa viene a tutt'oggi ricordata per essere riuscita a togliere dalla strada molti bambini e giovani per riversarli nel calcio dando così loro una sana opportunità e soprattutto un'ancora di salvezza che purtroppo ancora oggi difficilmente viene data a chi ne ha tanto bisogno. Il Giorgio Di Bari, utilizzato dalla Marcozzi negli anni ottanta-novanta, si trova infatti a ridosso di una delle zone periferiche più dimenticate e conseguentemente più problematiche di Siracusa.
La Marcozzi era ed è ancora oggi identificata con Grottasanta (tanto da inserirne il nome nella propria denominazione sociale nel periodo tra gli anni ottanta e novanta), in cui la sua attività sportiva e sociale è stata molto forte (vedi sopra) radicandosi così nella propria area cittadina, e in cui ha giocato fino al 1994 quando la famiglia Lanza, che aveva rilevato la società in quell'estate, pensò di far fare un salto di qualità non solo cittadino ma anche dal punto di vista strutturale, essendo il Di Bari un impianto molto piccolo che difficilmente poteva ospitare un pubblico numeroso (la Marcozzi era molto seguita dai siracusani, specialmente di Grottasanta) ed eventualmente delle categorie superiori. La squadra giallorossa ha dunque giocato al De Simone (e talvolta al centro sportivo Montedison, oggi centro sportivo Riccardo Garrone) per quattro anni (dal 1994 al 1998) e per altrettanti campionati (due di Promozione e due di Eccellenza). 
Oltre alla Marcozzi, nel quartiere esisteva e giocava un'altra società calcistica: la Polisportiva Quartiere Grottasanta con i colori verdebiancazzurro ma con lo stesso simbolo della Marcozzi, l'aquila. È stata attiva fino al 2002-03 quando si è fusa con lo Xiridia di Floridia, e così come i giallorossi ha sempre disputato campionati dilettantistici, l'ultimo dei quali in Prima categoria con il nome di Xiridia Grottasanta. Entrambe si sono incontrate negli anni 80-90 in Terza categoria dando vita a degli infuocati derby definiti "straquartiere" partecipati da tantissima gente che riempiva l'unica tribunetta del Pippo Di Natale prima e del Giorgio Di Bari dopo. 